# Jiří Zídek
Jiří Zídek Jr., conocido en inglés como George Zidek (nacido el 2 de agosto de 1973 en Gottwaldov, Checoslovaquia, hoy en día Zlín, República Checa), es un exjugador checo de baloncesto que jugó en la NBA durante tres temporadas y posteriormente desarrolló su carrera profesional en Europa. Con 2,13 metros de estatura, jugaba en la posición de pívot.

## Trayectoria deporiva

### Universidad
Zidek jugó cuatro temporadas en UCLA y fue miembro del equipo que se coronó campeón de la NCAA en 1995. En sus dos primeros años con los Bruins su aportación fue prácticamente nula, ya que no pasaba de los 10 minutos de juego por partido. En la temporada 1993-94 sus números ascendieron de manera sorprendente hasta los 11.1 puntos y 7 rebotes en 24.6 minutos de juego, mientras que en su año sénior bajó levemente rendimiento. A pesar de ello, los Bruins vencieron en la final de la NCAA a Arkansas Razorbacks por 89-78.

### Profesional
En el Draft de la NBA de 1995 fue escogido en la 22ª posición por Charlotte Hornets, equipo con el que disputó su primera campaña en la NBA y se convirtió en el primer checo en jugar en la liga. En 71 partidos, 21 de ellos como titular, aportó 4 puntos y 2.6 rebotes. En la siguiente temporada, tras 36 partidos con los Hornets, fue traspasado junto con Anthony Goldwire a Denver Nuggets a cambio de Ricky Pierce. En total con los Nuggets disputó 22 encuentros antes de ser cortado el 28 de febrero de 1998. Días después firmó como agente libre con Seattle SuperSonics, el último equipo en su aventura en la NBA.
En 1998 regresó a Europa para jugar en el Zalgiris Kaunas lituano, donde compartió vestuario con su antiguo compañero en UCLA Tyus Edney. En su primer año en el equipo ganó la Euroliga, convirtiéndose así en el primer checo que consigue ganar dicho título. Tras dejar Lituania en 2000, Zidek se recorrió varias ligas europeas como la turca (Fenerbahçe Ülker), la española (Real Madrid), la alemana (ALBA Berlin) y la polaca (Prokom Trefl). Finalmente, desde 2003 a 2005, militó en el ČEZ Basketball Nymburk de su país antes de retirarse del baloncesto profesional por culpa de las lesiones. En 2004 y 2005 ayudó al Nymburk a ganar el título de liga.

## Estadísticas de su carrera en la NBA

### Temporada regular
| Temp.   | Edad | Equipo    | Liga | P   | TIT | MIN  | TC  | TCA | %TC  | 3P  | 3PA | %3P  | TL  | TLA | %TL   | R.OF. | R.DEF. | REB | ASIS | ROB | TAP | PER | FP  | PTS |
| 1995-96 | 22   | Charlotte | NBA  | 71  | 21  | 12.5 | 1.5 | 3.5 | .423 | 0.0 | 0.0 |      | 1.0 | 1.3 | .763  | 1.0   | 1.6    | 2.6 | 0.2  | 0.1 | 0.1 | 0.5 | 2.4 | 4.0 |
| 1996-97 | 23   | TOTAL     | NBA  | 52  | 2   | 7.2  | 0.9 | 2.3 | .415 | 0.0 | 0.0 | .000 | 0.9 | 1.1 | .789  | 0.7   | 1.0    | 1.7 | 0.3  | 0.1 | 0.1 | 0.5 | 1.2 | 2.8 |
| 1996-97 | 23   | Charlotte | NBA  | 36  | 2   | 8.0  | 0.9 | 2.4 | .388 | 0.0 | 0.1 | .000 | 0.7 | 0.9 | .781  | 0.7   | 1.1    | 1.8 | 0.3  | 0.1 | 0.1 | 0.6 | 1.2 | 2.5 |
| 1996-97 | 23   | Denver    | NBA  | 16  | 0   | 5.5  | 1.0 | 2.1 | .485 | 0.0 | 0.0 |      | 1.3 | 1.6 | .800  | 0.6   | 0.8    | 1.4 | 0.3  | 0.1 | 0.0 | 0.3 | 1.1 | 3.3 |
| 1997-98 | 24   | TOTAL     | NBA  | 12  | 0   | 5.3  | 0.6 | 2.4 | .241 | 0.1 | 0.2 | .500 | 1.2 | 1.3 | .875  | 0.3   | 1.1    | 1.4 | 0.2  | 0.0 | 0.2 | 0.3 | 0.8 | 2.4 |
| 1997-98 | 24   | Denver    | NBA  | 6   | 0   | 7.0  | 0.7 | 2.5 | .267 | 0.0 | 0.0 |      | 1.7 | 2.0 | .833  | 0.7   | 1.5    | 2.2 | 0.2  | 0.0 | 0.3 | 0.5 | 0.8 | 3.0 |
| 1997-98 | 24   | Seattle   | NBA  | 6   | 0   | 3.7  | 0.5 | 2.3 | .214 | 0.2 | 0.3 | .500 | 0.7 | 0.7 | 1.000 | 0.0   | 0.7    | 0.7 | 0.2  | 0.0 | 0.0 | 0.2 | 0.8 | 1.8 |
| Total   |      |           | NBA  | 135 | 23  | 9.8  | 1.2 | 2.9 | .408 | 0.0 | 0.0 | .250 | 1.0 | 1.2 | .783  | 0.8   | 1.3    | 2.1 | 0.2  | 0.1 | 0.1 | 0.5 | 1.8 | 3.4 |

## Personal
Su padre, Jiří Sr., fue una estrella del Slavia Praga en los años 60 y 70, y ayudó al equipo a ganar la Recopa de Europa de Baloncesto en 1969. Los Zidek son la primera pareja de padre e hijo en ganar un título europeo de clubes de baloncesto.